# Sebastes mystinus
Sebastes mystinus is een straalvinnige vissensoort uit de familie van schorpioenvissen (Sebastidae). De wetenschappelijke naam van de soort is voor het eerst geldig gepubliceerd in 1881 door Jordan & Gilbert.